# Jan Willem Christiaan Goethart
Jan Willem Christiaan Goethart (1866-1938) fue un botánico neerlandés. En 1906 se casó con Henriette Leiden Roline Henriette Damsté (1866-1955). Más tarde se convirtió en director del Herbario Nacional.

## Algunas publicaciones
- 1932. De aanslag op ons nationale Staats-Herbarium: een landsbelang in gevaar : adres aan de tweede kamer der Staten Generaal, met memorie van toelichting. 16 pp.
- 1931. s-Rijks Herbarium: (L'Herbier de l'État) : 1830-1930. Con Wouter Adriaan Goddijn. 59 pp.
- 1913. Ein künstlich erzeugter bastard, Scrophularia neesii Wirtg. S. vernalis L.. N.º 15 de Mededeelingen, Leiden. Con W. A. Goddijn. Editor P.W.M. Trap, 10 pp.
- 1902. Planten-kaartjes voor Nederland door Dr. J.W.C. Goethart en W.J. Jongmans: Bewerkt naar: den Prodromus florae Batavae, de gegevens van H. Heukels en die van verschillende andere floristen. Afleverin I-[25]. Editor E.J. Brill, 24 pp.
- 1890. Beitraege zur Kenntnis des Malvaceen-Androeceums. Editor Breitkopf & Härtel, 25 pp.

## Eponimia
Género
- (Urticaceae) Goethartia Herzog[2]

Especies
- (Polygonaceae) Rumex goethartii Danser[3]
- (Velloziaceae) Barbacenia goethartii Henrard[4]